# オウシュウトウヒ
オウシュウトウヒ（欧州唐檜、学名: Picea abies）は、マツ科トウヒ属の針葉樹。ヨーロッパ原産で、標準和名はドイツトウヒ（独逸唐檜）、別名でヨーロッパトウヒ、ドイツマツ、欧州トウヒなどとも呼ばれる。樹高は50メートルにもなる高木であり、クリスマスツリーに使われたり、材はバイオリンの響板に利用される。

## 分布・生育地
ヨーロッパ原産でヨーロッパの固有種。北はノルウェーから南はバルカン半島まで、北欧全土と中欧・南欧の山岳地帯に分布する。北極圏の森の中の平地など寒冷な高地に分布する。アルプスなどの山岳地帯や、スカンジナビア半島の北方針葉樹林の主要樹種である。ピレネー山脈や地中海のコルシカ島にも分布している。日当たりを好み、乾燥を嫌う。日本では、公園や庭園に植えられている。
日本語ではドイツトウヒと呼ばれることがあるが、自然分布としては、ドイツではシュヴァルツヴァルトなど南部の標高の高い一部地域に分布するに過ぎず、英語名 Norway Spruce（ノーウェイ・スプルース）が示す通り、本種の本来の分布の中心は、東ヨーロッパおよび北ヨーロッパにある。ドイツにおけるものは、ほとんどが人為的に植林されたものである。

## 特徴
常緑針葉樹の高木で、ふつう高さ35 - 40メートル (m) になるが、環境がよいと高さ50 m、直径2 mに達することがある。樹形は円錐形となる。10 mを超える高さ（樹齢20年以上）になると小枝が下側に垂れ下がるようになり、老木では葉のついた小枝が垂れ下がり、特徴的な姿になる。樹齢が500年になる個体もある。樹皮は褐色から暗灰褐色で老木は鱗片状に剥がれる。若木の樹皮は明褐色でまだら状に剥がれる。若い枝は明褐色である。冬芽は卵形で茶褐色の薄い鱗片に包まれ、芽吹きが近くになるとめくれてくる。小枝の基部には、めくれた鱗片が残る。
葉はらせん状に互生し、黒緑色で光沢があり、長さ2センチメートル (cm) ほどの先端が尖ったやや硬めの針状葉が密につく。葉先は触ると痛い。
花期は4 - 6月ごろ。果期は10月ごろで、枝先に長さ10 - 20 cmにもなる独特の球果（コーン、松笠）が下向きにぶら下がってつく。初めは緑色であるが、のちに紅色を帯びて見た目に美しい。
生育は容易であるが、酸性雨や排気ガスには弱く、公害の深刻な地域では枯死することがある。寒冷への耐性があり、土壌は選ばない。防風林などにも適しているが、根張りが強くないために強風で倒れてしまうことがある。
幹は400年も生きることがあるが、垂れ下がってきた枝が地面に接すると、そこから根を出して新たな幹ができることがある。2008年、スウェーデン・ウメオ大学レイフ・クルマン（Leif Kullman）教授らのチームが、同国ダーラナ（Dalarna）地方で発見された「オールド・ティッコ」とよばれるオウシュウトウヒは、幹のの樹齢はせいぜい数百年であるが、地下に残る根の部分の年齢は炭素年代測定により樹齢約9,500年と推定する報告を発表した。これは現在確認されている中では世界最長の樹齢である。

## 利用
モミの木などとともにクリスマスツリーとしてもよく使われる。ノルウェーの首都オスロは戦時中の支援に対する感謝として、クリスマスシーズンになると、アメリカ合衆国のニューヨークとワシントンD.C.、それにイギリスのロンドンの中央広場をクリスマスツリーで飾るためのオウシュウトウヒの木を毎年1本ずつ寄贈している。鳩時計の重りは、オウシュウトウヒの球果を模したものである。
北海道では鉄道の防雪林として植えられたところもあり、北海道帝国大学教授の新島善直は、1905年（明治38年）からドイツで林学を学んだ折りにオウシュウトウヒに目をつけ、苗木を持ち帰って北大植物園に植え、その生育を確かめた上で鉄道防雪林として推奨した。以来、国鉄時代に営々と鉄道防雪林として植えられていった。

### 園芸
深根性のモミの木に対して、本種は浅根性で移植に対して耐性がある。成長が早く、そのため苗木は安価で流通している。原種は庭木としては大きくなりすぎるために不向きである。園芸品種としては、枝垂れ品種の「Pendula Major」、矮性品種の「maxwellii」などが流通している。

### 材木
材木は、全体的に白色-淡い黄白色で、辺心材の境目は明瞭ではない。木理はほぼ通直、肌目も緻密で光沢を持つ。やや軽軟で加工性がよく、乾燥による収縮も小さく狂いも少ない。スプルース類の代替材として利用され、建築材、ヴァイオリンやピアノ、ギターなどの響板（表板）などの楽器用に使われる。
特に楽器用の材木（トーンウッド）として、世界で最も貴重な弦楽器の多くが、響板にオウシュウトウヒの材を使用している。高級なギター、ヴァイオリン、チェロのすべてに高山でゆっくり育ったオウシュウトウヒの響板が使われており、ストラディバリが制作したヴァイオリン（ストラディバリウス）の響板にもオウシュウトウヒが使われている。バイオリンの響板用木材に求められる性質は、軽くて腰が強く、振動が長く続くことであり、それら条件を満たすことができた比較的高地で生育した年輪幅の小さいオウシュウトウヒが優良材となった。オウシュウトウヒの材は、あまり重くないわりに並外れた硬さを持っており、厚さ2 - 3ミリメートル (mm) の響板が、ほかのどんな板よりも一様かつ強く音を放射できるのだといわれる。ストラディバリやグァルネリなど17 - 18世紀の弦楽器製作者によるヴァイオリン制作黄金期を支えたオウシュウトウヒは、15世紀から続いた「小氷期」にゆっくりと育ったイタリアアルプスの年輪が詰まった木が、最高級の楽器用トーンウッドになったといわれている。現代の弦楽器用の材木の多くはスイスから供給されるが、その伐採は厳しく管理されており、切り倒されて板になっても楽器材にするまでに最低10年以上の乾燥期間がおかれる。
耐朽性は悪く、腐りやすい。そのため建築木材として使用される場合は集成材の原料として使われることが多い。また、近年では木肌が白くて美しく、木特有の匂いも少ないことから、蒲鉾板や棺おけ、卒塔婆の材料として日本に輸出されている。

## ギャラリー
- 葉
- 球果
- 松脂
- 幹の断面
- Picea abies - Museum specimen